# Rhynchosia pseudo-cajan
Rhynchosia pseudo-cajan là một loài thực vật có hoa trong họ Đậu. Loài này được Cambess. miêu tả khoa học đầu tiên.